# Orbea (Unternehmen)
Das Unternehmen Orbea ist ein spanischer Fahrradhersteller mit Sitz in Mallabia in der nordspanischen Provinz Bizkaia. Das Unternehmen wurde 1840 im baskischen Eibar als Waffenhersteller gegründet und ist heute genossenschaftlich organisiert.

## Geschichte

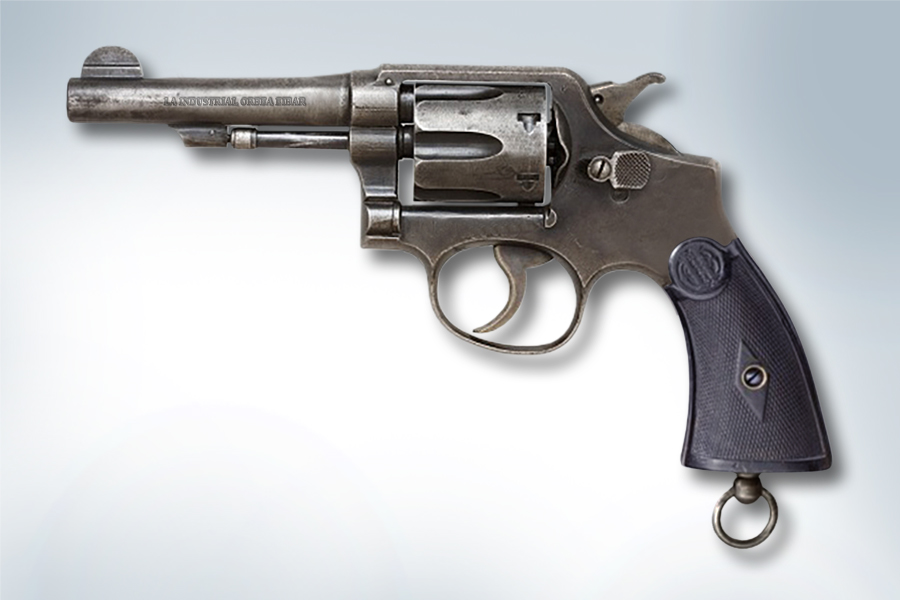
Lizenznachbau des Colt Mod. 10 von „La industrial Orbea“ in Eibar Kal. 8 mm French Ordnance

Orbea wurde 1840 von den drei Brüdern Casimiro, Juan Manuel und Mateo Orbea als Waffenhersteller gegründet, erst ab 1920 begann das Unternehmen damit, Fahrräder herzustellen, zuerst in Vitoria und später in Mallabia bei Durango. Durch die Waffenherstellung hatte man sich ein profundes Wissen über die Bearbeitung von Stahlrohren angeeignet, das nach dem Ersten Weltkrieg dazu führte, dass Orbea sein Geschäftsfeld auf Kinderwagen und Fahrräder änderte.
Ab den 1960er Jahren kam Orbea in finanzielle Schwierigkeiten, sodass sich 1969 ein Teil der Beschäftigten dazu entschloss, das Unternehmen zu erwerben und als Genossenschaft zu organisieren. Orbea ist Bestandteil der genossenschaftlichen Unternehmensgruppe Mondragón Corporación Cooperativa und kann die Synergien der zusammengeschlossenen Gesellschaften nutzen, etwa den Windkanal der ebenfalls kooperativ organisierten Universität von Mondragon für die Tests neuer Räder. Heute produziert Orbea in Mallabia jährlich etwa 250.000 Fahrräder.

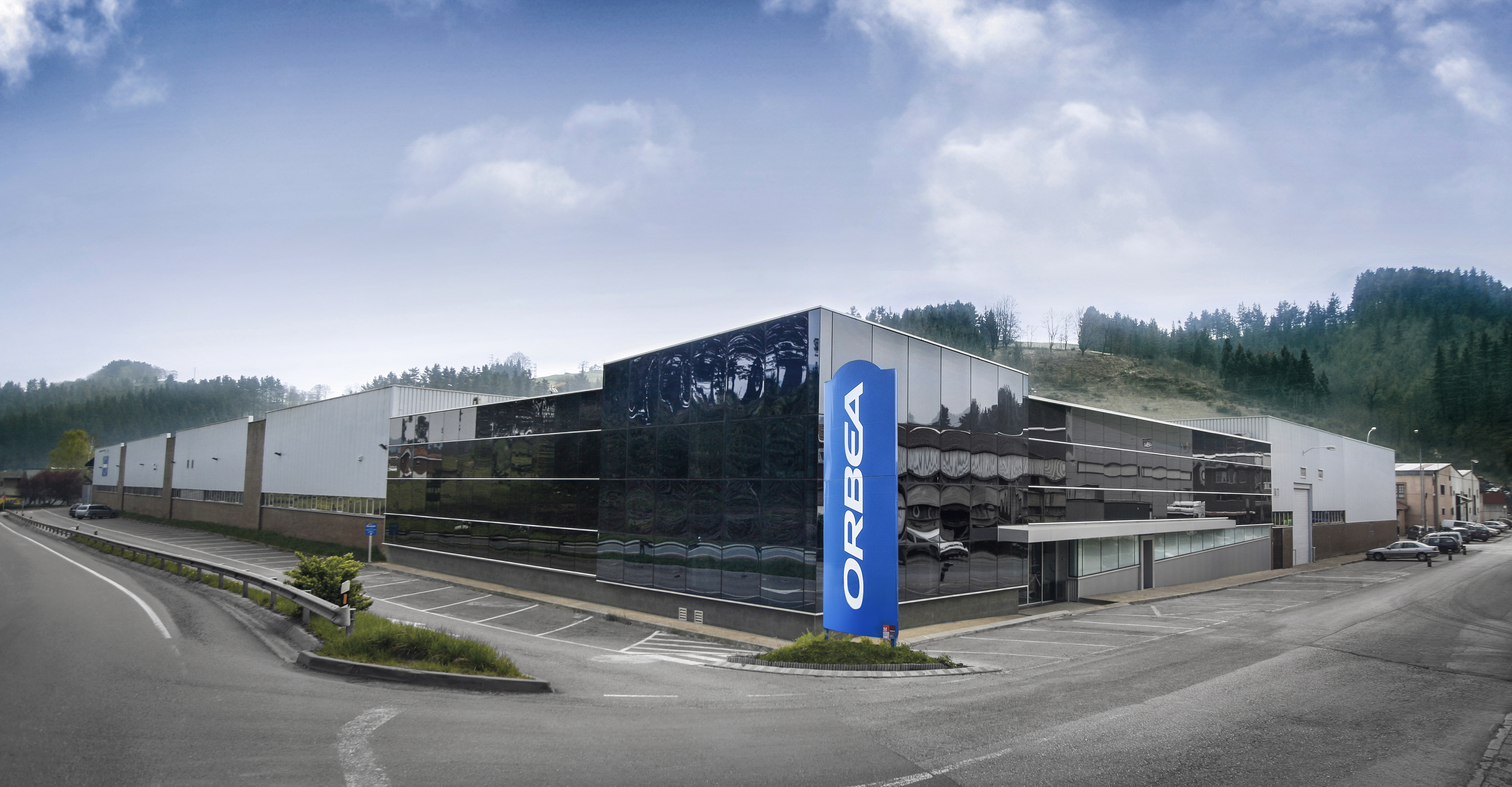
Orbea-Hauptsitz in Mallabia (Spanien, 2016)

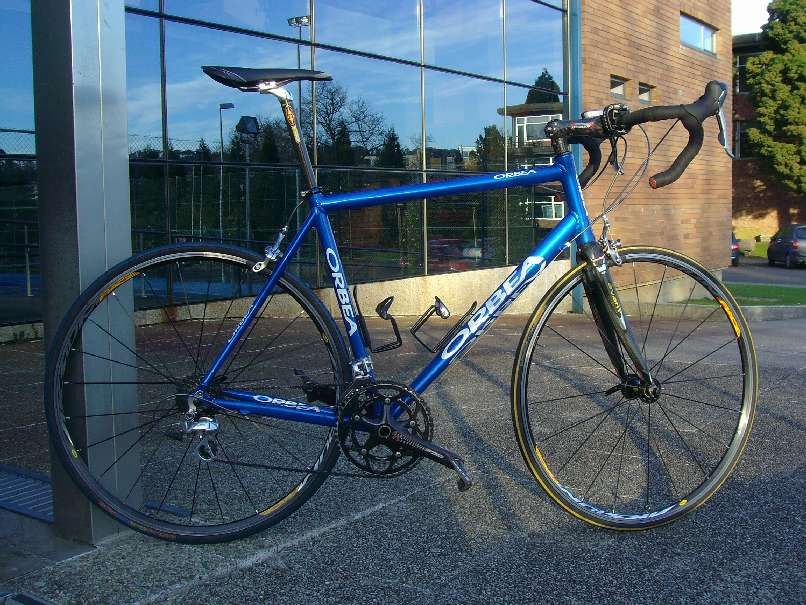
Orbea Lobular – Straßenrennrad

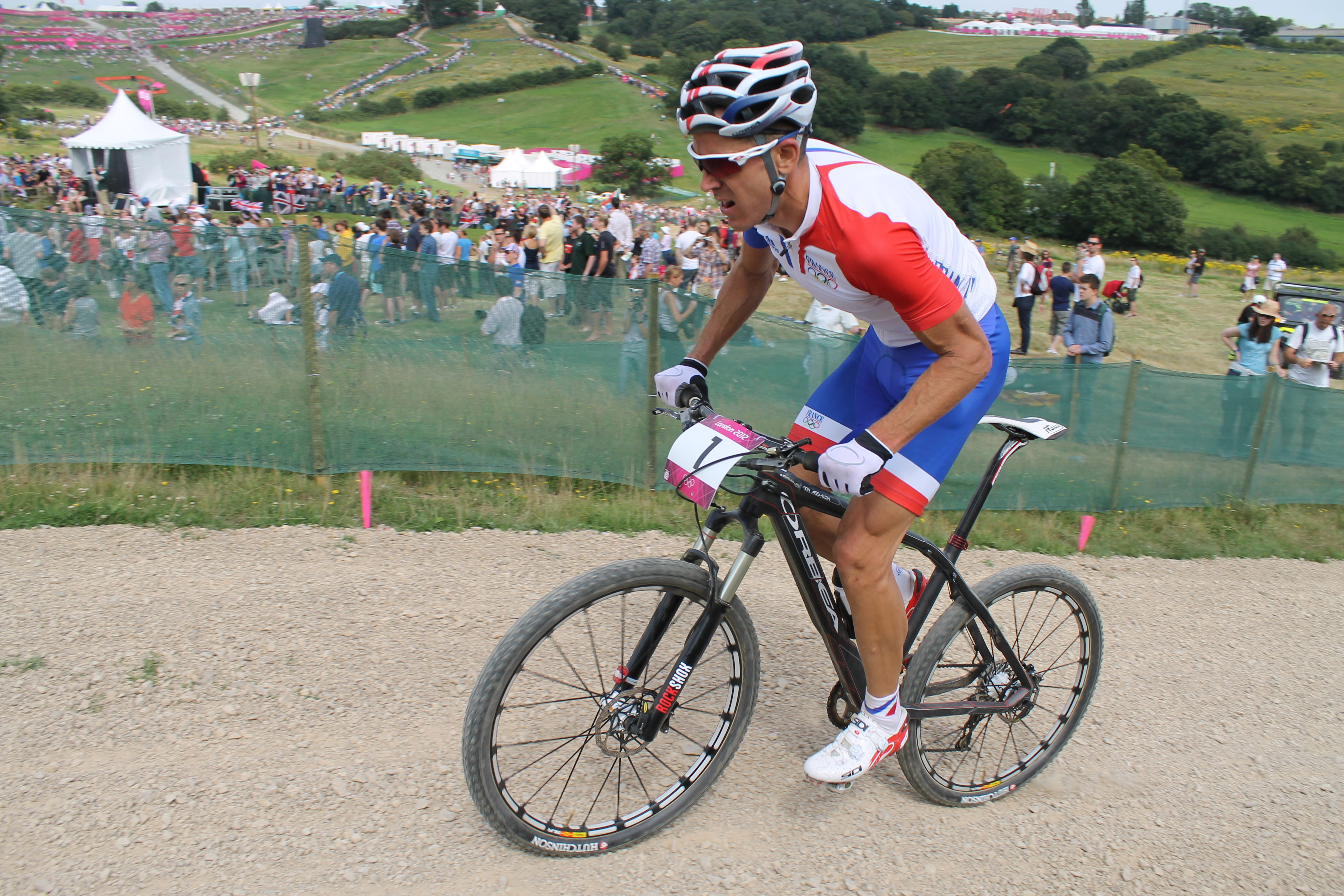
Orbea-Mountainbike bei Olympia 2012

In der Saison 2005 fuhren die Rennfahrer der Teams Euskaltel-Euskadi (bis 2013), Comunitat Valenciana und Orbea mit Orbea-Rädern. 2015 wurden Orbea-Räder bei der Tour de France eingesetzt (Team Cofidis, Solutions Crédits). 2017 wurde das Orbea Enduro Team gegründet.
Orbea gewährt unter bestimmten Voraussetzungen eine lebenslange Garantie auf seine Rahmen und Gabeln.

## Produktion
Orbea lässt seine High-End-CFK-Rahmen in China u. a. von Martec fertigen; die Ausrüstung und Lackierung erfolgt in Spanien. Aluminiumrahmen stellt Orbea noch in Spanien her. Das Unternehmen entwickelt alle Rahmen selbst und fertigt seine Prototypen in Mallabia an, um die Produktion ebenjener Modelle im Anschluss durch Erstausrüster durchführen zu lassen.